# オリー・ハルソール
オリー・ハルソール（Peter John "Ollie” Halsall、1949年3月14日 - 1992年5月29日）は、ギタリスト。パトゥとボクサーのメンバーとしての活動やケヴィン・エアーズとのコラボレーションなどでよく知られている。
彼は左利きのギタリストだった。オリーという名で知られているのは、彼の名字から「h」を省略した発音の特例的な表現から来ている。

## 略歴
マージーサイド・メトロポリタン・ボロー・オブ・セフトン（Metropolitan Borough of Sefton）のサウスポート（Southport）出身。
1966年10月、ベーシストのクライヴ・グリフィスとキーボードの魔術師であるクリス・ホームズが在籍していたポップロック・バンドのタイムボックスに誘われ、ヴィブラフォンを演奏するためにロンドンにやって来た。加入後、ギタリストも兼ねることになった。
タイムボックスはボーカルにマイク・パトゥ、ドラムスに"提督"ジョン・ハルシーを迎え、1970年にはホームズの脱退によってパトゥに発展し、ハルソ－ルのギターをフィーチャーしたプログレッシブ・ジャズ・ロックのような音楽を演奏した。
1972年、ロバート・フリップのプロデュースによってソロ・アルバムOllie and The Blue Traffsを完成させたが、同アルバムは2024年現在、未発表である。
1973年、ジョン・ハイズマンが結成したテンペストに加入するためパトゥを離れた。しかし彼は一年と経たずにテンペストを脱退し、膨大なセッションワークをこなした。その中にはケヴィン・エアーズとのセッションも含まれており、これがきっかけとなって1974年5月にエアーズのバンドであるソポリフィクスのギタリストとしての正式契約を結んだ。この頃ローリング・ストーンズから、脱退したミック・テイラーの後任としての可能性を検討されたといわれている。
1975年、パトゥが三つの慈善コンサートに出演する為に再結成され、彼も参加してステージに立った。マイク・パトゥとの再会は、同年のボクサーの結成へ発展した。彼等はデビュー・アルバム『ビロウ・ザ・ベルト』と、議論を巻き起こしたそのジャケット・デザインで知られた。しかしヴァージン・レコードとの契約半ばの1979年にマイク・パトゥが病没したこともあり、彼等は本来の実力を発揮できなかったとされている。
彼の録音として最もよく知られているのは、皮肉にも正式にはクレジットされていなかったアルバム『ザ・ラトルズ』（1978年）の収録曲だろう。彼は同アルバムで数多くの楽器を演奏し、リード・ボーカルやバック・ボーカルも担当している。特筆すべき曲としては「ダブルバック・アレイ」「ウィズ・ア・ガール・ライク・ユー」「ゲット・アップ・アンド・ゴー」がある。彼の立ち位置はポール・マッカートニーのパロディ・キャラ「ダーク・マクィックリー」の歌声と、楽曲のギター演奏だった。彼は映像の中でデビュー前のラトルズに在籍してハンブルクで迷子になる5人目の初期メンバーのレポという役どころで写真のみで出演している。
1976年、ケヴィン・エアーズのバンドに再加入。以後16年間に渡って、エアーズとの関係を続けることになり、1988年には日本公演にギタリストとして同行して初来日した。彼はエアーズと過ごすためにスペインのマヨルカ島北部の町デヤに頻繁に滞在し、多くのスペインのアーティストと演奏したり彼等や彼女等をプロデュースしたりするために本土のマドリードに通った。80年代にはプロデューサーのJulian Ruizが企画したスペインのシンセポップ・バンドのシネマズポップに女性ボーカリストのZanna Gregmarと共に参加した。 
1992年5月29日、マドリードのアマルグラ13番通りで、薬物摂取に起因する心臓発作で亡くなった。享年43歳。

## 評価
アルヴィン・リー、ビル・ネルソン、アラン・ホールズワース、チープ・トリックのリック・ニールセンらが彼から影響を受けたと公言している。XTCのアンディ・パートリッジは彼を自分に影響を与えたトップ3の1人に挙げ、「彼の弾くギターはアルバート・アイラーやジョン・コルトレーンのように、あるいはもっと、流れるように弾くピアニストのように聞こえたんだ」と言っている。

## ディスコグラフィ

### ソロ・アルバム
- 『ケイヴス』 - Caves (1979年)
- 『アボッツ・ラングレー』 - Abbot's Langley (1980年)

### アルバム with マイク・パトゥ
- パトゥ : 『パトゥ』 - Patto (1970年)
- パトゥ : 『ホールド・ユア・ファイア』 - Hold Your Fire (1971年)
- パトゥ : 『ローレン、スモーケン、プット・アナザー・ラインアウト』 - Roll Em, Smoke Em, Put Another Line Out (1972年)
- パトゥ : 『モンキーズ・バム』 - Monkey's Bum (1973年)
- ボクサー : 『ビロウ・ザ・ベルト』 - Below the Belt (1975年)
- ボクサー : 『ブラッドレッティング』 - Bloodletting (1979年)
- パトゥ : Warts and All (2000年) ※1971年のライブを収録
- タイムボックス : 『ベッギン』 - Beggin (2000年) ※1967年-1969年録音

### アルバム with ケヴィン・エアーズ
- 『夢博士の告白』 - The Confessions of Dr. Dream and Other Stories (1974年)
- 『悪魔の申し子たち〜その歴史的集会より』 - June 1, 1974 (1974年)
- 『スウィート・デシーヴァー』 - Sweet Deceiver (1975年)
- 『きょうはマニャーナで』 - Yes We Have No Mañanas (So Get Your Mañanas Today) (1976年)
- 『レインボウ・テイクアウェイ』 - Rainbow Takeaway (1978年)
- 『ザッツ・ホワット・ユー・ゲット・ベイブ』 - That's What You Get Babe (1980年)
- 『ダイアモンド・ジャック・アンド・ザ・クイーン・オブ・ペイン』 - Diamond Jack and the Queen of Pain (1983年)
- 『ディア・ヴュ』 - Deia...Vu (1984年)
- 『アズ・クローズ・アズ・ユー・シンク』 - As Close As You Think (1986年)
- 『フォーリング・アップ』 - Falling Up (1988年)
- 『スティル・ライフ・ウィズ・ギター』 - Still Life with Guitar (1992年)

### アルバム with シネマズポップ
- Cinemaspop (1983年)
- A Clockwork Orange (La Naranja Mecánica) (1984年)

### その他のアルバム
- テンペスト : 『眩暈』 - Living in Fear (1973年)
- ラトルズ : 『ザ・ラトルズ』 - The Rutles (1978年)
- ラトルズ : 『アーキオロジー』 - Archaeology (1996年)
- テンペスト : 『アンダー・ザ・ブロッサム - ジ・アンソロジー』 - Under the Blossom (2007年)